# كريل شوكي الذنب
كريل شوكي الذنب (الاسم العلمي: Thysanopoda spinicaudata) هو نوع من المفصليات يتبع جنس كريل مهدب القدم من الفصيلة الكريلية.